# The Hand (film 1965)
The Hand è un cortometraggio di animazione cecoslovacco del 1965, diretto da Jiří Trnka. 

## Trama
Un artista, al tornio, sta facendo uno dei tanti vasi dove porre le sue amate piantine di fiori, quando una gigantesca mano entra surrettiziamente in casa sua e vuole costringerlo a modellare con l’argilla l’immagine di una mano.
L’artista rifiuta, allora la mano prima lo bombarda con la propaganda tramite i media, telefono, televisione e carta stampata, poi lo lega a sé con dei fili e ne fa la sua marionetta, lo rinchiude in una gabbia e lo manovra facendogli  scolpire una mano. Poi, ad opera finita, lo retribuisce ampiamente, lo incorona d’alloro e gli conferisce medaglie ed onorificenze.
L’artista riesce a fuggire, si barrica in casa, e mette al sicuro i propri vasetti con fiori, uno dei quali cade tuttavia da un’alta mensola e lo colpisce in testa, uccidendolo. La mano prepara per il defunto un sarcofago ed allestisce una sontuosa camera ardente, facendo poi il saluto militare in onore dell’eroe.